# Антеја (митологија)
Антеја је у грчкој митологији било име мушких (грч. Άνθείας) и женских (грч. Άνθεια) личности.

## Етимологија
Женско име Антеја има значење „претходница“ или „цветна“, али и мушки облик има исто значење („цветан“).

## Мушки јунаци
- Антеја (лат. Antheias) Еумелов син и епонимни херој ахајског града Антеје, који је добио назив по њему. Заправо, након несрећног случаја у коме је његов син изгубио живот, Еумел је саградио тај град и дао му његово име. Еумелу је у госте дошао Триптолем са намером да га подучи како се обрађује земља и користе Деметрини дарови. Када је заспао, Антеја је упрегао Триптолемове змајеве у кочије и покушао сам да посеје жито. Међутим, није имао довољно снаге и тиме није био дорастао задатку, па је пао са кочија и погинуо.[2] О њему је писао Паусанија.[3]
- Антеја (лат. Anteias) се помиње и као син Одисеја и Кирке.[3]

## Женски јунаци
- Према Аполодору, била је једна од педесет кћерки Теспија и Мегамеде, која је провела ноћ са Хераклом.[3]
- Била је једна од харита, богиња цвећа и цветних венаца, који су се носили на фестивалима и прославама. На атинским вазама је приказивана као пратиља богиње Афродите.[4]
- Према Хесихију, Антеја је била надимак богиње Афродите.[5]
- Такође и име богиње Хере, под којим јој је изграђен храм на Аргу. Пре тог храма је ту, према писању Паусаније, била хумка где су сахрањене жене које су дошле са Дионисом са острва у Егејском мору. Оне су изгубиле на такмичењу са Аргивцима и Персејем.[5]
- Друго име Стенебеје, како ју је Хомер називао.[6]